# Thésée (1758)
Pour les articles homonymes, voir Thésée.
Le Thésée était un vaisseau de 74 canons français, construit à Brest en 1758. Il fut perdu accidentellement à la bataille des Cardinaux lors de sa première année de service. L'épave, identifiée en 2009, est en bon état. Elle pourrait faire l'objet d'importantes fouilles archéologiques sous-marines, voire d'un renflouage, sur le modèle de ce qui s'est déjà fait pour des épaves des XVIe et XVIIe siècles en Suède et en Angleterre.

## Caractéristiques générales
Le Thésée est un vaisseau de force de 74 canons lancé selon les normes définies dans les années 1740 par les constructeurs français pour obtenir un bon rapport coût/manœuvrabilité/armement afin de pouvoir tenir tête à la marine anglaise qui dispose de beaucoup plus de bâtiments depuis la fin des guerres de Louis XIV. Sans être standardisé, le Thésée partage les caractéristiques communes de tous les « 74 canons » construits à des dizaines d’exemplaires jusqu’au début du XIXe siècle afin d’exploiter au mieux cette excellente catégorie de navire de guerre.
Comme pour tous les vaisseaux de guerre de l’époque, sa coque est en chêne. Son gréement, (mâts et vergues) est en pin. Il y a aussi de l’orme, du tilleul, du peuplier et du noyer pour les affûts des canons, les sculptures des gaillards et les menuiseries intérieures. Les cordages (80 tonnes) et les voiles (à peu près 2 500 m2) sont en chanvre. Un deuxième jeu de voiles et de cordages est stocké en soute. Prévu pour pouvoir opérer pendant des semaines très loin de ses bases européennes s’il le faut, ses capacités de transport sont considérables. Il emporte pour trois mois de consommation d’eau, complétée par six mois de vin. S’y ajoute pour cinq à six mois de vivres, soit plusieurs dizaines de tonnes de biscuits, farine, légumes secs et frais, viande et poisson salé, fromage, huile, vinaigre, sel, sans compter du bétail sur pied qui sera abattu au fur et à mesure de la campagne.
Le bâtiment porte l'armement habituel des « 74 canons », soit :
- 28 canons de 36 livres dans sa première batterie ;
- 30 canons de 18 livres dans sa seconde batterie ;
- 16 canons de 8 livres sur ses gaillards.

Cette artillerie en fer pèse 215 tonnes. Lorsqu’elle tire, elle peut délivrer une bordée pesant 838 livres (soit à peu près 420 kg) et le double si le navire fait feu simultanément sur les deux bords. Le vaisseau embarque près de 6 000 boulets pesants au total 67 tonnes. Ils sont stockés dans des puits à boulets autour des mâts. S’y ajoute des boulets ramés, chaînés et beaucoup de mitraille (8 tonnes). Il y a 20 tonnes de poudre noire, stockée sous forme de gargousses ou en vrac dans les profondeurs du vaisseau. En moyenne, chaque canon dispose de 50 à 60 boulets.

## Historique d'une unique campagne navale

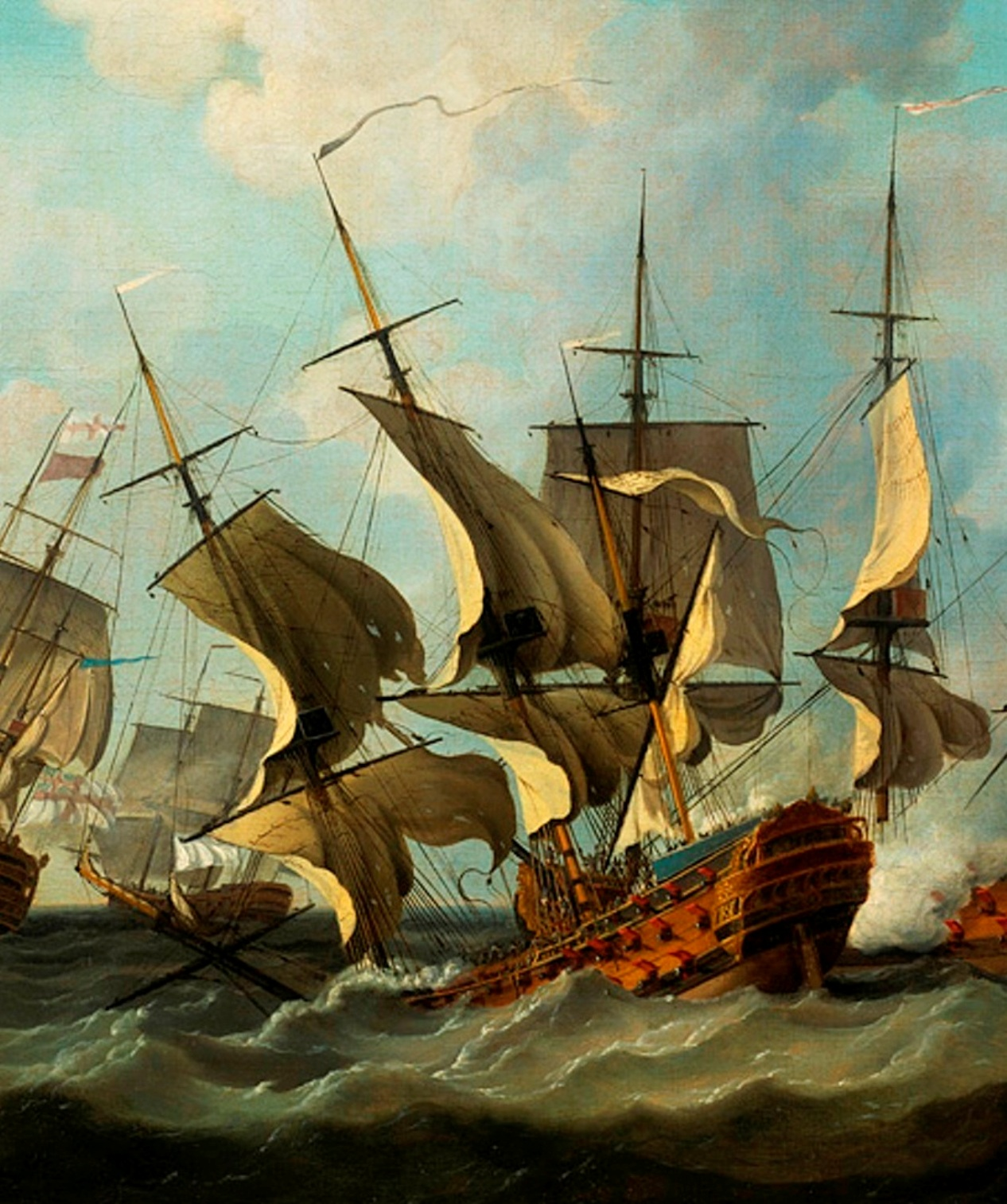
Le Thésée sombrant à la bataille des Cardinaux en 1759. (Détail d'un tableau anglais).

En 1759, alors que la guerre de Sept Ans fait rage depuis quatre ans, le Thésée est requis pour faire partie de l'escadre de vingt-et-un vaisseaux aux ordres du maréchal de Conflans qui doit escorter une flotte d’invasion vers l'Angleterre. Le bâtiment, flambant neuf, est confié à un commandant ayant une excellente réputation à la mer : le comte de Kersaint. L'équipage se compose de 650 hommes, ce qui témoigne des difficultés de recrutement après les rafles anglaises sur les navires civils au début du conflit et des conséquences de la catastrophique épidémie de typhus qui a tué 10 000 personnes à Brest l’année précédente, car un vaisseau de cette force compte en moyenne 100 hommes de plus.
Le 14 novembre 1759, le Thésée sort de Brest avec l'armée navale. Il fait partie du centre (2e division) composée de sept vaisseaux. Le 20 novembre, les vingt-trois vaisseaux de Hawke qui patrouillent depuis des mois au large des côtes bretonnes interceptent l'escadre française. Conflans, qui veut éviter le combat se replie vers la baie de Quiberon. L'arrière garde française, rattrapée, se fait laminer. Le Thésée, au centre, est engagé un peu plus tardivement par un premier vaisseau, le HMS Magnanime de 74 canons. Mais celui-ci heurte un autre navire anglais à cause de la houle et abandonne le combat. Un deuxième bâtiment anglais se présente, le HMS Torbay de 70 canons qui lui expédie quatre bordées, mais sans grands dommages. Le Thésée riposte énergiquement par son artillerie de tribord puis sombre en quelques instants.
Quelles sont les causes du drame ? La mer était très mauvaise. Le témoignage de l'un des rares rescapés précise que le navire a été surpris par un grain très violent. L'équipage n'a pas eu le temps de rentrer les canons et de fermer les sabords. La mer a pénétré dans le bâtiment avec tellement de force que celui-ci s'est retrouvé littéralement aspiré vers le fond. L'hypothèse la plus couramment citée aujourd'hui ne remet pas forcément en cause le coup de vent, mais il semble que Kersaint ait donné l'ordre de virer de bord dans le houle pour tenter de porter secours à l'arrière garde. Cette manœuvre serrée, provoquant une forte inclinaison du côté où le navire virait, a instantanément immergé les 14 sabords de la batterie basse, causant ainsi son chavirage. Le bâtiment a sombré de « façon terrifiante » note Augustus Keppel, qui a assisté à la scène depuis le HMS Torbay. Dans son rapport, Conflans raconte que le navire a coulé « en un clin d’œil ».
Cette fortune de mer cause la perte de la quasi-totalité de l'équipage, dont Kersaint et deux de ses fils. Seuls vingt-deux hommes, accrochés aux mats qui dépassent encore de l'eau en réchappent et sont sauvés par un canot anglais. C'est aussi un drame pour la Bretagne, car la totalité des matelots étaient bretons. Le Thésée fait partie des six navires perdus par la France lors de cette lourde défaite qui met un terme aux projets de débarquement en Angleterre lors de ce conflit. En comptant plus large, il fait partie des trente-sept vaisseaux perdus par la France pendant la désastreuse guerre de Sept ans. Son nom sera relevé en 1790 pour un autre vaisseau de 74 canons lancé au début de la Révolution française.

## La découverte de l'épave et sa possible mise en valeur

Plan de la bataille des cardinaux, avec la position du Thésée au moment de son naufrage.

L'épave est retrouvée en juin 2009 par l’ingénieur Gildas Gouarin qui depuis des années rassemble de la documentation sur la bataille des Cardinaux. Découverte dont la paternité lui est définitivement accordée en mars 2016 après plusieurs années de procès contre l’archéologue Jean-Michel Eriau qui en revendiquait l’« invention » avec le soutien de la DRASSSM. Grâce au journal de bord d'un officier hydrographe anglais venu au lendemain du combat relever la position du navire dont les mats dépassaient encore de l'eau, les recherches de Gildas Gouarin purent être limitées à une zone assez réduite permettant rapidement au magnétomètre d'obtenir un écho positif. L'épave git par 23 mètres de fond sur le plateau d'Artimon. Elle est complètement envasée et rien n'est clairement visible sur le fond, ce qui, dans un premier temps, ne permet pas son identification formelle car aucun élément de bois ou métallique ne peut être remonté.
En juillet 2012, un chasseur de mines de la marine nationale et ses plongeurs confirment la présence d'une très importante quantité de bois sous les sédiments. En septembre de la même année, l’André Malraux, l'un des navires de recherche de la DRASSM, et la vedette l’Haliotis de l’Ifremer, quadrillent la zone à leur tour et confirment la présence de bois et de fer en grande quantité. Les échos recueillis semblent montrer que l'épave est presque intacte ce qui permettrait de recueillir une masse considérable d'information sur la vie à bord d'un vaisseau de guerre du milieu du XVIIIe siècle. Certains commencent même à envisager son renflouage et son exposition dans un musée, à l'image de ce qui s'est fait en Suède pour le Vasa et en Angleterre pour le Mary Rose.
Le navire est formellement identifié en mai 2014 après une première campagne de fouilles archéologiques de la DRASSSM. Une petite partie des sédiments, déblayés, permettent la remontée d'une planche qui fournit la preuve attendue depuis des années. Les archéologues constatent que le bois, malgré plus de 250 ans d'immersion est dur et lisse, presque « comme neuf ». La rapidité avec laquelle le vaisseau a été recouvert d'une vase épaisse dans une zone où les alluvions sont importants laisse présager que le Thésée ne s'est peut-être pas disloqué ou affaissé, gardant ainsi prisonnier tout son matériel et probablement une large partie des corps des matelots disparus.
Ces plongées renforcent la conviction de l'association qui promeut la sauvegarde du navire qu'un renflouage est désormais possible. Les archéologues et les passionnés d'histoire navale qui font la promotion de cette idée parlent maintenant de « Pompéi sous-marin » ou de « Graal de l'archéologie sous-marine française ». Ce serait la première fois qu'un navire de guerre du XVIIIe siècle, de surcroit français, pourrait être remonté dans son intégralité, examiné de fond en comble puis livré à la curiosité du public. L'exemple du Vasa, coulé en 1628 et renfloué en 1961, donne peut-être l'exemple à suivre, car ce navire est devenu, avec 20 millions de visiteurs depuis cette date, l'une des principales attractions du pays. Le chantier, s'il est accepté, sera titanesque, s'étirera sur des années et coûtera peut-être 20 millions d'euros. Cerise sur le gâteau qui pourrait intéresser le public et les mécènes : le navire recèlerait d'un trésor. Quelques jours avant le combat, le Thésée avait embarqué force argenterie et verrerie précieuse pour recevoir la visite en grande pompe du duc de Choiseul, ministre de la Guerre de Louis XV. Le navire, une fois nettoyé et restauré, pourrait être installé dans une des alvéoles de l'ancienne base sous-marine de Keroman, à Lorient, toujours en attente de reconversion après son abandon par la Marine nationale.
Quelles que soient les décisions prises dans un avenir proche, ces explorations et projets de mise en valeur du Thésée témoignent du renouveau du public et de l’État pour la préservation du patrimoine maritime de la France et de la redécouverte de son histoire navale. Le Juste, coulé lors de la même bataille que le Thésée, n'a pas eu cette chance : son épave fut saccagée dans l'indifférence des pouvoirs publics par les opérations de dragage menées dans les années 1960 et 1970 sur le chenal de la Loire alors que le site semblait prometteur.

## Galerie: le naufrage duThéséevu par les peintres anglais

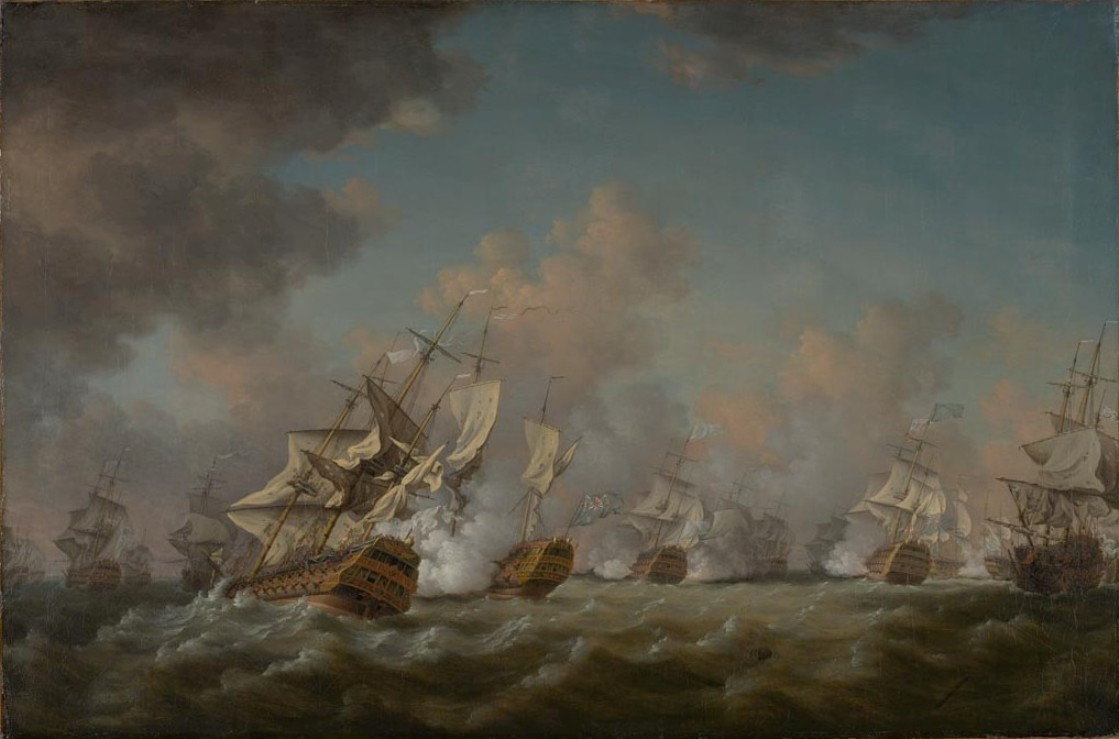
Vue générale de la bataille des Cardinaux. Au premier plan à gauche : le Thésée sur le point de chavirer dans un coup de vent. Tableau de Richard Paton.
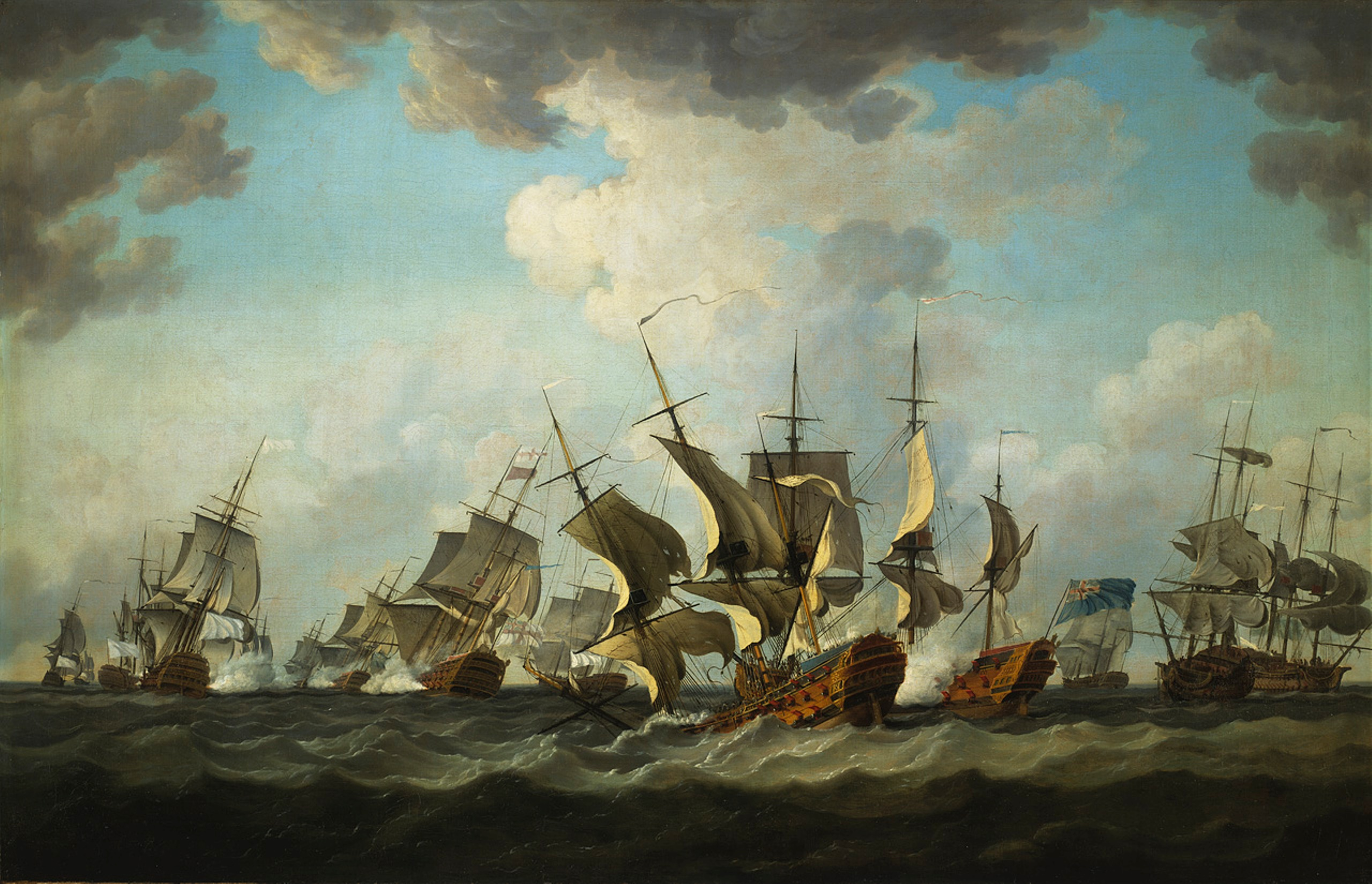
Vue générale de la bataille des Cardinaux. Au premier plan : le Thésée sombrant en plein combat avec le Torbay. Tableau de Richard Paton.
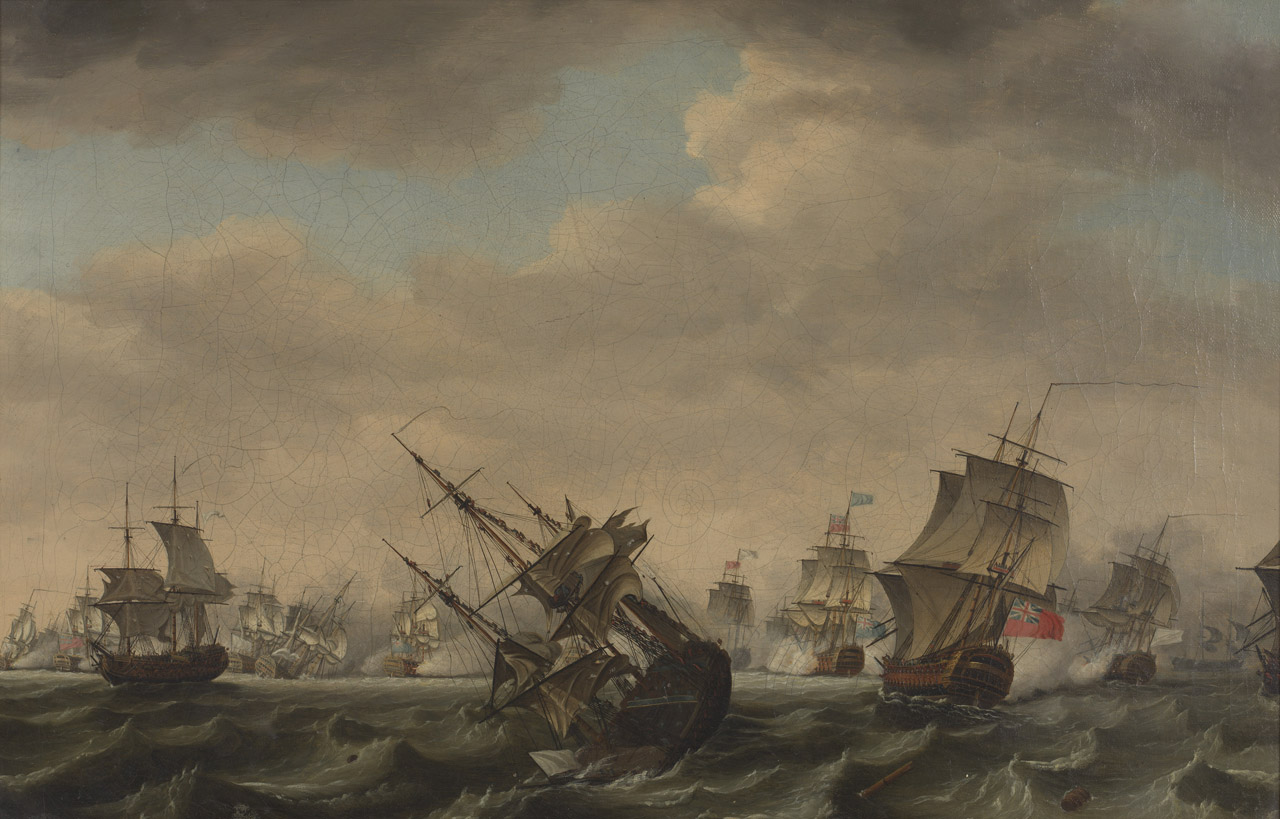
Le Thésée sombrant par l’avant avec des groupes de matelots accrochés dans le gréement. Tableau de Francis Swaine.
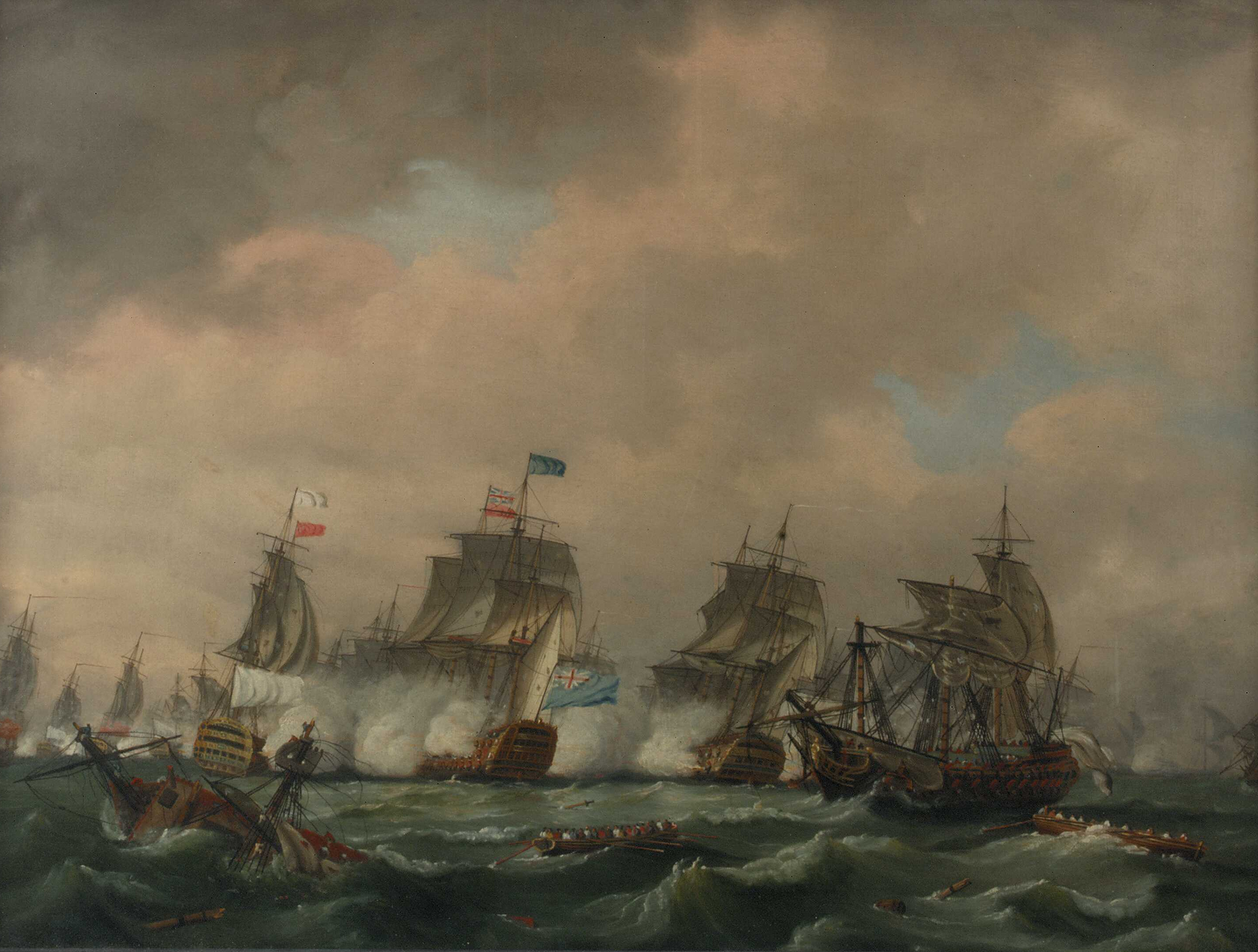
Au premier plan : les mâts du Thésée émergeant encore de l’eau et les chaloupes anglaises évacuant les survivants. Tableau de Thomas Luny.